# Tamazulápam del Espíritu Santo (kommun)
Tamazulápam del Espíritu Santo är en kommun i Mexiko.   Den ligger i delstaten Oaxaca, i den sydöstra delen av landet, 400 km sydost om huvudstaden Mexico City. Antalet invånare är 7 362. Arean är 64 kvadratkilometer.
Terrängen i Tamazulápam del Espíritu Santo är kuperad åt nordväst, men åt sydost är den bergig.
Följande samhällen finns i Tamazulápam del Espíritu Santo:
- Tamazulápam del Espíritu Santo
- Tierra Blanca
- Linda Vista
- Las Peñas
- Cuatro Palos
- Maguey
- El Duraznal
- San José Konkixp
- Tierra Caliente
- Hospital Regional
- Santa Rosa
- Rancho Hormiga